# Ligament anococcygien
 (octobre 2015).
Si vous disposez d'ouvrages ou d'articles de référence ou si vous connaissez des sites web de qualité traitant du thème abordé ici, merci de compléter l'article en donnant les références utiles à sa vérifiabilité et en les liant à la section « Notes et références ».
Le ligament anococcygien est une lame tendineuse situé dans la région périnéale.

## Structure
Le ligament anococcygien est une structure ligamentaire tendue entre la face postérieure du canal anal et l'extrémité inférieure du coccyx.
Il forme une extension du corps anococcygien et il est recouvert par le raphé du diaphragme pelvien.